# Готель «Галіція»
«Готель „Галіція“» — український ситком, з поєднанням комедійного і містичного жанрів. Виробництвом проєкту займається студія «Квартал-95» і «Драйв Продакшн».

## Синопсис
Події відбуваються у готелі «Галіція», збудованому ще в XVI столітті львівським родом Фаркашів. Після смерті власника готелю до Львова приїздить його племінник — Андрій. Відповідно до заповіту Андрій стає власником збиткової «Галіції» і починає бачити привида першого власника. Спершу привид не задоволений новим господарем і робить йому всілякі підлості, але вони об'єднуються заради спільної мети.
Ідея сюжету належить актору Тарасу Стадницькому. У самому серіалі невідомі причини смерті першого власника. Схоже на те, що його було вбито на дуелі.

## Актори і персонажі

### Головні герої
| Актор               | Персонаж                           | Опис | Сезони            | Сезони            |
| Актор               | Персонаж                           | Опис | 1                 | 2                 |
| ------------------- | ---------------------------------- | --- | ----------------- | ----------------- |
| Ігор Ласточкін      | Андрій Фаркаш.                     | Успадкував готель по заповіту.                                                                                          | Основний персонаж | Основний персонаж |
| Тарас Стадницький   | Привид першого власника «Галіції». | Його душа блукатиме готелем доти, доки хоча б один із власників не продасть готель, попередньо вивівши його у прибуток. | Основний персонаж | Основний персонаж |
| Тетяна Песик        | Олеся.                             | Молода покоївка, з якою у нового власника Андрія зароджується роман.                                                    | Основний персонаж | Основний персонаж |
| Олеся Чечельницька  | Пані Стефа                         | Адміністраторка готелю у 1 сезоні.                                                                                      | Основний персонаж | Запрошена зірка   |
| Олександр Станкевич | Микола Миколайович                 | Заступник мера Львова, хабарник; з 2 сезону новий адміністратор готелю.                                                 | Основний персонаж | Основний персонаж |
| Михайло Аугуст      | Швейцар Ян Францович.              | | Основний персонаж | Основний персонаж |
| Віталій Сацута      | Бармен Толік                       | | Основний персонаж | Основний персонаж |
| Михайло Денісов     | Кухар Микола                       | | Основний персонаж | Основний персонаж |

### Другорядні герої
- Жан Селезньов — Фелікс Едуардович. Юрист, що 27 років працював на Мирона Степановича Фаркаша.
- Анатолій Борисенко — власник готелю, Мирон Степанович Фаркаш, що трагічно помер від нещасного випадку.(1 серія; 20 серія — коротко)
- Ілля Дерменжи — Олег Фаркаш, батько Андрія, керував готелем у 90-х роках.
- Віктор Гевко — Тарас Фаркаш, прадід Андрія, керував готелем до 1940 року, вбитий солдатом НКВС (9 серія).
- Микола Атанов — Ромале, продав браковану рушницю Тарасу Фаркашу (9 серія)
- Ірина Сопонару — Христя, колишня однокласниця Толіка.(17 серія)
- Анастасія Оруджова — Роза Фаркаш, єдина з роду Фаркашів власниця готелю. Її спалили як відьму, навіть не намалювавши її портрет, тому на стіні холу готелю висить портрет «якоїсь жіночки»(16 серія).
- Олександр Теренчук — Жан-Клод Фаркаш, керував готелем наприкінці XVII ст. Прогорів почавши спонсорувати Львівську братську школу, щоб стати там класним керівником. Винайшов «збирання коштів на штори».(17 серія)
- Сергій Бібілов — головний рейдер, у 2 сезоні — новий зам мера.
- Дмитро Голубєв — Гнат Фаркаш, четвертий учасник «Руської трійці» (9 серія)
- Юрій Ткач — Януш Фаркаш, власник готелю «Галіція», який хотів бути актором (10 серія).
- Дар'я Кобякова— дама Кшиштофа Фаркаша. (13 серія)
- Христина Стахова— друга дама Кшиштофа Фаркаша.(13 серія)
- Рустем Емірсалієв— Кшиштоф-Марія Леопольд Фаркаш, власник готелю у XIX ст. (13 серія)
- Андрій Бурлака— в ролі самого себе (16 серія)